# From the Fires
From the Fires là đĩa mở rộng thứ hai của nhóm nhạc rock người Mỹ Greta Van Fleet. Đây là một EP kép gồm tám bài hát. Trong số đó, có bốn bài hát nằm trong EP đầu tay của nhóm, Black Smoke Rising, và bốn bài hát mới. EP được phát hành vào ngày 10 tháng 11 năm 2017 thông qua Republic Records. EP này đã giành Giải Grammy cho Album rock xuất sắc nhất tại lễ trao giải Grammy lần thứ 61.

## Bối cảnh và phát hành
Thông báo đầu tiên về From the Fires được đưa ra vào ngày 25 tháng 10 năm 2017, rằng EP này sẽ được phát hành vào ngày 10 tháng 11 năm 2017. Sản phẩm này là một EP kép, bao gồm 8 bài hát; với bốn bài được nhóm nhạc thu âm mới hoàn toàn và bốn bài hát vốn nằm trong EP trước đó của nhóm, Black Smoke Rising.
Sau khi lựa chọn bài hát cho Black Smoke Rising để mô tả tầm mức và sự đa dạng của nhóm, nhóm nhạc cảm thấy như vậy "đơn giản là vẫn chưa đủ." Do đó, họ bổ sung thêm bốn bài hát mà họ thấy đủ để hoàn thiện cho From the Fires. Vì quá bận rộn để thiết kế bìa EP như họ đã từng làm với Black Smoke Rising, nhóm quyết định thuê một nghệ sĩ thiết kế bìa cho From the Fires và đưa ra những đề nghị.
Album được phát hành dưới định dạng đĩa vật lý và tải kỹ thuật số, trong đó phiên bản tải kỹ thuật số được giảm giá trên iTunes nếu người dùng đã mua Black Smoke Rising. Bài hát "Highway Tune" đã đạt vị trí quán quân của các bảng xếp hạng Billboard Mainstream Rock và Active Rock trong năm 2017, trong khi "Safari Song" cũng đạt đến vị trí số 1 trên hai bảng xếp hạng này vào tháng 2 năm 2018.

## Chủ đề và sáng tác
Lời bài hát của tất cả tám bài hát của hai EP đều liên quan đến chủ đề về lòng nhân đạo cơ bản. Giọng ca Josh Kiszka đã giải thích cụ thể rằng tựa đề của EP và bìa của nó được truyền cảm hứng từ những chuyến đi cắm trại thời thơ ấu của nhóm:
"Gia đình nhiều thế hệ và bạn bè của chúng tôi dành thời gian cùng nhau vào mỗi mùa hè ở một địa điểm có tên Yankee Springs," Josh nói. "Chúng tôi đi ra giữa khu rừng, và mỗi buổi tối, chúng tôi sẽ ngồi xung quanh lửa trại, ca hát và kể chuyện. Tôi luôn yêu khoảng thời gian đó vì nó gợi nhớ cho tôi về thời kì cổ đại, khi con người tụ tập quanh ngọn lửa, và những bô lão trong bộ tộc sẽ kể những truyền thuyết về trí khôn và sự can đảm, truyền lại cho các thế hệ sau về lịch sử loài người. Ý tưởng này là nguồn gốc cho bìa và tựa đề của EP.

EP có hai bản hát lại; một bản hát lại của bài hát "A Change Is Gonna Come" năm 1964 của Sam Cooke, và một bản hát lại của bài hát "Meet on the Ledge" năm 1968 của Fairport Convention. Bản hát lại đầu tiên thể hiện những ảnh hưởng của nhạc soul đến nhóm nhạc, và bản hát lại thứ hai là một ca khúc nhạc dân ca. Josh và tay ghi-ta Jake từng luôn muốn thể hiện lại bài hát "A Change Is Gonna Come", và cảm thấy rằng tầm quan trọng về mặt chính trị của bài hát có liên quan đến ngày nay và do đó cuối cùng đã dành thời gian để thực hiện nó. Herschel Boone và vợ của anh đã thu âm những nhiều phần hát bè để tạo hiệu ứng của một dàn hợp xướng cho bài hát. Hai ca khúc gốc trong From the Fires, "Edge of Darkness" và "Talk on the Street," được sáng tác khoảng 9 tháng trước khi EP được phát hành Jake nói ngắn gọn về ca khúc đầu tiên là "thuần chất rock and roll" và về ca khúc thứ hai là có phần "vui nhộn và bắt tai".

## Tiếp nhận
| Đánh giá chuyên môn | Đánh giá chuyên môn |
| Điểm trung bình     | Điểm trung bình     |
| Nguồn               | Đánh giá            |
| ------------------- | ------------------- |
| Metacritic          | 64/100              |
| Nguồn đánh giá      |                     |
| Nguồn               | Đánh giá            |
| AllMusic            | [ 16 ]              |
| AntiHero Magazine   | 10/10               |
| PopMatters          | [ 18 ]              |
| Spill Magazine      | 4/5                 |

Trên Metacritic, một trang đưa ra số điểm chuẩn trên thang 100 dựa trên các bài đánh giá của các xuất bản phẩm phổ biến, EP nhận được điểm trung bình là 64 dựa trên 4 bài đánh giá, tương ứng với nhận xét "các đánh giá nhìn chung là tích cực." Tính đến ngày 24 tháng 2 năm 2018, EP đã bán được 104.000 bản (trong đó có 74.000 bản là album truyền thống) tại Hoa Kỳ.
Về mặt âm nhạc, các nhà phê bình mô tả EP là "Led Zeppelin cho Thế hệ Z", một nguồn ảnh hưởng mà nhóm từng đề cập trong quá khứ, đặc biệt là giọng hát than thở của Robert Plant và tiếng luyến láy ghi-ta của Jimmy Page.

## Danh sách bài hát
Tất cả các ca khúc được viết bởi Joshua Michael Kiszka, Jacob Thomas Kiszka, Samuel Francis Kiszka, và Daniel Robert Wagner, trừ những bài được ghi chú.
| STT              | Nhan đề                                                  | Thời lượng |
| ---------------- | -------------------------------------------------------- | ---------- |
| 1.               | "Safari Song"                                            | 3:56       |
| 2.               | "Edge of Darkness"                                       | 4:28       |
| 3.               | "Flower Power"                                           | 5:13       |
| 4.               | "A Change Is Gonna Come" (sáng tác bởi Sam Cooke)        | 3:17       |
| 5.               | "Highway Tune"                                           | 3:01       |
| 6.               | "Meet on the Ledge" (sáng tác bởi Richard John Thompson) | 3:50       |
| 7.               | "Talk on the Street"                                     | 4:09       |
| 8.               | "Black Smoke Rising"                                     | 4:21       |
| Tổng thời lượng: | Tổng thời lượng:                                         | 32:15      |

## Những người thực hiện
Greta Van Fleet
- Joshua Michael Kiszka – giọng hát
- Jacob Thomas Kiszka – ghi-ta
- Samuel Francis Kiszka – bass
- Daniel Robert Wagner – bộ gõ

Sản xuất
- Marlon Young – sản xuất, thu âm và phối nhạc
- Al Sutton – sản xuất, thu âm và phối nhạc
- Herschel Boone – sản xuất giọng hát
- Ashley Pawlak – bìa, đinh hướng nghệ thuật và thiết kế
- Kyledidthis – định hướng nghệ thuật và thiết kế

## Xếp hạng và chứng nhận doanh số
| Bảng xếp hạng (2017–18)                | Vị trí cao nhất |
| -------------------------------------- | --------------- |
| Úc (ARIA)                              | 75              |
| Album Bỉ (Ultratop Vlaanderen)         | 102             |
| Album Bỉ (Ultratop Wallonie)           | 31              |
| Album Canada (Billboard)               | 23              |
| Album Cộng hòa Séc (ČNS IFPI)          | 86              |
| Album Hà Lan (Album Top 100)           | 87              |
| Album Pháp (SNEP)                      | 100             |
| Album Đức (Offizielle Top 100)         | 84              |
| Ý (FIMI)                               | 60              |
| New Zealand Heatseeker Albums (RMNZ)   | 4               |
| Album Ba Lan (ZPAV)                    | 25              |
| Album Scotland (OCC)                   | 95              |
| Tây Ban Nha (PROMUSICAE)               | 73              |
| Album Thụy Sĩ (Schweizer Hitparade)    | 95              |
| Album Anh Quốc Americana (OCC)         | 1               |
| Album Anh Quốc Rock & Metal (OCC)      | 7               |
| Album Hoa Kỳ Billboard 200             | 36              |
| Album Hoa Kỳ Top Rock (Billboard)      | 4               |
| Album Hoa Kỳ Top Hard Rock (Billboard) | 1               |

| Bảng xếp hạng (2018) | Vị trí |
| -------------------- | ------ |
| Canadian (Billboard) | 44     |

| Quốc gia                                                                           | Chứng nhận | Số đơn vị/doanh số chứng nhận |
| ---------------------------------------------------------------------------------- | ---------- | ----------------------------- |
| Ba Lan (ZPAV)                                                                      | Vàng       | 10.000‡                       |
| * Chứng nhận dựa theo doanh số tiêu thụ. ^ Chứng nhận dựa theo doanh số nhập hàng. |            |                               |